# People's Choice Awards 1996
La 22ª edizione dei People's Choice Awards, presentata da Brett Butler, si è svolta agli Universal Studios Hollywood il 10 marzo 1996 ed è stata trasmessa dalla CBS.
In seguito sono elencate le categorie. Il relativo vincitore è stato indicato in grassetto.

## Cinema

### Film preferito
- Apollo 13, regia di Ron Howard
- That's Amore - Due improbabili seduttori (Grumpier Old Men), regia di Howard Deutch
- Toy Story - Il mondo dei giocattoli (Toy Story), regia di John Lasseter

### Film drammatico preferito
- Apollo 13, regia di Ron Howard

### Film commedia preferito
- That's Amore - Due improbabili seduttori (Grumpier Old Men), regia di Howard Deutch
- Ace Ventura - Missione Africa (Ace Ventura: When Nature Calls), regia di Robert Zemeckis
- Toy Story - Il mondo dei giocattoli (Toy Story), regia di John Lasseter

### Attore cinematografico preferito
- Tom Hanks – Apollo 13
- Nicolas Cage – Via da Las Vegas (Leaving Las Vegas)
- Robin Williams – Jumanji

### Attrice cinematografica preferita
- Sandra Bullock
- Julia Roberts
- Meg Ryan
- Meryl Streep

### Attore preferito in un film drammatico
- Tom Hanks – Apollo 13

### Attrice preferita in un film drammatico
- Demi Moore – La lettera scarlatta (The Scarlet Letter)
- Sandra Bullock
- Sharon Stone
- Meryl Streep

### Attore preferito in un film commedia
- Jim Carrey – Ace Ventura - Missione Africa (Ace Ventura: When Nature Calls)

### Attrice preferita in un film commedia
- Whoopi Goldberg – A proposito di donne (Boys on the Side)
- Sandra Bullock – Il momento di uccidere (A Time to Kill)
- Meg Ryan – Il coraggio della verità (Courage Under Fire)

## Televisione

### Serie televisiva drammatica preferita
- E.R. - Medici in prima linea (ER)
- Chicago Hope
- NYPD - New York Police Department (NYPD Blue)

### Serie televisiva commedia preferita
- Seinfeld
- Friends
- Quell'uragano di papà (Home Improvement)

### Nuova serie televisiva drammatica preferita
- Murder One

### Nuova serie televisiva commedia preferita
- Caroline in the City
- The Jeff Foxworthy Show
- The Single Guy

### Attore televisivo preferito
- Tim Allen – Quell'uragano di papà (Home Improvement)
- David Duchovny – X-Files (The X-Files)
- John Lithgow – Una famiglia del terzo tipo (3rd Rock from the Sun)

### Attrice televisiva preferita
- Candice Bergen – Murphy Brown
- Gillian Anderson – X-Files (The X-Files)
- Roseanne Barr – Pappa e ciccia (Roseanne)
- Julia Louis-Dreyfus – Seinfeld

### Attore preferito in una nuova serie televisiva
- Drew Carey – The Drew Carey Show (ex aequo)
- Jeff Foxworthy – The Jeff Foxworthy Show (ex aequo)
- LL Cool J

### Attrice preferita in una nuova serie televisiva
- Lea Thompson – Caroline in the City
- Téa Leoni – The Naked Truth
- Cybill Shepherd – Cybill

## Musica

### Artista maschile preferito
- Garth Brooks
- Vince Gill
- Michael Jackson

### Artista femminile preferita
- Reba McEntire
- Mariah Carey
- Whitney Houston

### Gruppo musicale preferito
- Hootie & the Blowfish

## Altri premi

### People's Choice Awards Honoree
- Michael Douglas